# Cephalanthera kurdica
Cephalanthera kurdica là một loài thực vật có hoa trong họ Lan. Loài này được Bornm. ex Kraenzl. mô tả khoa học đầu tiên năm 1895.